# Шахта імені Юрія Гагаріна
ДП «Шахта імені Ю. Гагаріна». Входила до складу ВО «Артемвугілля».

## Загальний опис
Фактичний видобуток 1217/321 т/добу (1990/1999). У 2003 р. видобуто 73 тис.т вугілля.
Максимальна глибина 972 (1999). Протяжність підземних виробок 31,8/25,6 км (1990/1999). Розробляється (1999) 6 пластів потужністю 0,4-0,87 м, кути падіння 65-70°.
Серед цих пластів 2 небезпечні за раптовими викидами, 2 — за гірничими ударами, 1 — схильний до самозаймання. Всі пласти небезпечні за вибухом вугільного пилу. Кількість очисних вибоїв 6, підготовчих 17 (1999).
Закрили шахту у 2004 році.
Кількість працюючих: 3092/1598 осіб, в тому числі підземних 2390/1136 осіб (1990/1999).
Адреса: 84614, вулиця Плєханова, 43, м. Горлівка, Донецької обл.

## Відомі особистості
На шахті працювала відома жінка-вибійниця Ломонос-Грішутіна Марія Семенівна.

## Цікаво
Унікальний раптовий викид вугілля та газу стався у 1968 р. в українському Донбасі на шахті ім. Ю.Гагаріна. Викинуте вугілля повністю засипало квершлаґ довжиною 650 м, при цьому товщина шару “скаженого борошна” була максимальною з відомих випадків – 40-50 см.